# 미로초등학교 상사전분교
미로초등학교 상사전분교는 대한민국 강원특별자치도 삼척시 미로면 영경로 462(상사전리)에 있었던 공립 초등학교이다.

## 연혁
- 1968.12.04 설립인가
- 1969.03.01 고천국민학교 상사전분교 개교
- 1969.03.02 첫 입학생 등교 (고천초등학교 25회 졸업생과 동창, 1975년 첫번째 졸업식)
- 1995.03.01 고천초등학교가 분교로 격하되면서, 미로초등학교 상사전분교장으로 개편
- 1999.09.01 학생수 감소로 폐교

## 같이 보기
- 미로초등학교